# Dendrobium roseostriatum
Dendrobium roseostriatum är en orkidéart som beskrevs av Henry Nicholas Ridley. Dendrobium roseostriatum ingår i släktet Dendrobium, och familjen orkidéer.
Artens utbredningsområde är Sumatera. Inga underarter finns listade i Catalogue of Life.